# Parafia św. Łukasza Ewangelisty w Drzewicy
Parafia św. Łukasza Ewangelisty w Drzewicy – jedna z 11 parafii rzymskokatolickich dekanatu drzewickiego diecezji radomskiej.

## Historia
Parafia została erygowana w 1315 roku. Pierwszy kościół wybudowano w 1321 z ciosu kamiennego i cegły, a konsekrowany był w 1460. W latach 1909–1914 został przebudowany według projektu arch. Jarosława Wojciechowskiego z Warszawy, staraniem ks. Franciszka Sobótki. Nowy kościół został konsekrowany 21 sierpnia 1912 przez bp. Mariana Ryxa. Kościół jest budowlą wzniesioną na planie krzyża, orientowaną, zbudowaną z czerwonej cegły. Ze starej części gotyckiej zachowana jest dawna nawa kościoła.

## Proboszczowie
- 1914–1939 – ks. Stanisław Klimecki[1]
- 1945–1963 – ks. Stefan Czernikiewicz
- 1963–1980 – ks. Antoni Boratyński
- 1980–1991 – ks. kan. Bogumił Polinceusz
- 1991–2006 – ks. prał. Stanisław Madej
- od 2006 – ks. kan. Adam Płuciennik

## Terytorium
- Do parafii należą: Augustów, Brzustowiec, Dąbrówka, Drzewica, Jelnia, Krzczonów, Strzyżów, Zakościele, Zychorzyn (część wsi), Żardki, Żdżary[2].